# Dysdera hungarica
Dysdera hungarica este o specie de păianjeni din genul Dysdera, familia Dysderidae, descrisă de Kulczynski, 1897.

## Subspecii
Această specie cuprinde următoarele subspecii:
- D. h. atra
- D. h. subalpina